# FK Sūduva
El FK Sūduva , también conocido como Sūduva Marijampolė, es un club de fútbol con sede en Marijampolė, Lituania. Actualmente juega en la A lyga, máxima categoría nacional.

## Historia
El actual FK Sūduva fue creado en 1945 en reemplazo del LFLS Marijampolė, que había sido fundado en 1921. Durante la etapa soviética se convertiría en el equipo de fútbol representativo de Kapsukas (actual Marijampolė), si bien su papel en el torneo lituano era más bien discreto.
En 1990 fue uno de los clubes que participó en la Liga Báltica, y un año más tarde abandonó el campeonato soviético para jugar la nueva liga lituana. Sin embargo, no ganó ningún partido en la temporada de transición y acabó descendiendo a segunda división como colista. A partir de 2001 el FK Sūduva mejoró su situación con el ascenso a la máxima categoría y un subcampeonato de la Copa Lituana.
La entidad se ha mantenido en la A Lyga desde 2002 y ha conseguido mejorar su desempeño deportivo. Los primeros títulos de su historia han sido dos Copas Lituanas (2006 y 2009) y una Supercopa (2009). Y en la temporada 2017 se proclamó campeón de liga por primera vez, con un plantel liderado por el delantero internacional Tomas Radzinevičius.

## Palmarés
| Competición               | Títulos                | Subcampeonatos   |
| ------------------------- | ---------------------- | ---------------- |
| A Lyga (3)                | 2017, 2018, 2019       | 2007, 2010, 2020 |
| Copa de Lituania (3)      | 2006, 2009, 2019       | 1976, 2002, 2016 |
| Supercopa de Lituania (4) | 2009, 2018, 2019, 2022 | 2007, 2020       |

## Participación en competiciones de la UEFA
| Temporada | Torneo                   | Ronda              | Club                | Casa | Visita | Global         |  |
| --------- | ------------------------ | ------------------ | ------------------- | ---- | ------ | -------------- |  |
| 2002–03   | UEFA Cup                 | Clasificatoria     | Brann               | 3–2  | 3–2    | 6–4            |  |
| 2002–03   | UEFA Cup                 | 1                  | Celtic              | 0–2  | 1–8    | 1–10           |  |
| 2006–07   | UEFA Cup                 | 1.ª Clasificatoria | Rhyl                | 2–1  | 0–0    | 2–1            |  |
| 2006–07   | UEFA Cup                 | 2.ª Clasificatoria | Club Brugge         | 0–2  | 2–5    | 2–7            |  |
| 2007–08   | UEFA Cup                 | 1.ª Clasificatoria | Dungannon Swifts    | 4–0  | 0–1    | 4–1            |  |
| 2007–08   | UEFA Cup                 | 2.ª Clasificatoria | Brann               | 3–4  | 1–2    | 4–6            |  |
| 2008–09   | UEFA Cup                 | 1.ª Clasificatoria | TNS                 | 1–0  | 1–0    | 2–0            |  |
| 2008–09   | UEFA Cup                 | 2.ª Clasificatoria | Red Bull Salzburg   | 1–4  | 1–0    | 2–4            |  |
| 2009–10   | UEFA Europa League       | 2.ª Clasificatoria | Randers             | 0–1  | 1–1    | 1–2            |  |
| 2010–11   | UEFA Europa League       | 2.ª Clasificatoria | Rapid Wien          | 0–2  | 2–4    | 2–6            |  |
| 2011–12   | UEFA Europa League       | 2.ª Clasificatoria | Elfsborg            | 1–1  | 0–3    | 1–4            |  |
| 2012–13   | UEFA Europa League       | 1.ª Clasificatoria | Daugava             | 0–1  | 3–2    | 3–3 (a)        |  |
| 2012–13   | UEFA Europa League       | 2.ª Clasificatoria | Vojvodina           | 0–4  | 1–1    | 1–5            |  |
| 2013–14   | UEFA Europa League       | 1.ª Clasificatoria | Horizont Turnovo    | 2–2  | 2–2    | 4–4 (4–5 p)    |  |
| 2016–17   | UEFA Europa League       | 1.ª Clasificatoria | Midtjylland         | 0–1  | 0–1    | 0–2            |  |
| 2017–18   | UEFA Europa League       | 1.ª Clasificatoria | Shakhtyor Soligorsk | 2–1  | 0–0    | 2–1            |  |
| 2017–18   | UEFA Europa League       | 2.ª Clasificatoria | Liepāja             | 0–1  | 2–0    | 2–1            |  |
| 2017–18   | UEFA Europa League       | 3.ª Clasificatoria | Sion                | 3–0  | 1–1    | 4–1            |  |
| 2017–18   | UEFA Europa League       | Playoff            | Ludogorets Razgrad  | 0–0  | 0–2    | 0–2            |  |
| 2018–19   | UEFA Champions League    | 1.ª Clasificatoria | APOEL FC            | 3−1  | 0–1    | 3–2            |  |
| 2018–19   | UEFA Champions League    | 2.ª Clasificatoria | Red Star Belgrade   | 0–2  | 0–3    | 0–5            |  |
| 2018–19   | UEFA Europa League       | 3.ª Clasificatoria | FK Spartaks Jūrmala | 0–0  | 1−0    | 1−0            |  |
| 2018–19   | UEFA Europa League       | Playoff            | Celtic              | 1–1  | 0−3    | 0−3            |  |
| 2019–20   | UEFA Champions League    | 1.ª Clasificatoria | Estrella Roja       | 0–0  | 1−2    | 1−2            |  |
| 2019–20   | UEFA Europa League       | 2.ª Clasificatoria | Tre Penne           | 5–0  | 5–0    | 10–0           |  |
| 2019–20   | UEFA Europa League       | 3.ª Clasificatoria | Maccabi Tel Aviv    | 2–1  | 2–1    | 4–2            |  |
| 2019–20   | UEFA Europa League       | Playoff            | Ferencváros         | 0–0  | 2–4    | 2–4            |  |
| 2020–21   | UEFA Champions League    | 1.ª Clasificatoria | Flora               | 1–1  | –      | 1–1 (4:2 pen.) |  |
| 2020–21   | UEFA Champions League    | 2.ª Clasificatoria | Maccabi Tel Aviv    | 0–3  | –      | 0–3            |  |
| 2020–21   | UEFA Europa League       | 3.ª Clasificatoria | KuPS                | –    | 0–2    | 0–2            |  |
| 2021–22   | Europa Conference League | 1.ª Clasificatoria | Valmiera            | 2–1  | 0–0    | 2–1            |  |
| 2021–22   | Europa Conference League | 2.ª Clasificatoria | Raków Częstochowa   | 0–0  | 0–0    | 0–0 (3:4 pen.) |  |
| 2022–23   | Europa Conference League | 2.ª Clasificatoria | Viborg              | 0–1  | 0–1    | 0–2            |  |